# رينيه ديسو
رينيه ديسو (بالفرنسية: René Dussaud) (1868 - 1958 م) هو مستشرق فرنسي دارت أبحاثه حول سوريا من أقدم العصور حتى العصر الإسلامي.